# Kerim Çalhanoğlu
Kerim Çalhanoğlu (Mannheim, 26 agosto 2002) è un calciatore tedesco con cittadinanza turca, difensore o centrocampista del Greuther Fürth.

## Biografia
Ha un fratello, Turan, anch'egli calciatore; è inoltre cugino di Hakan e Muhammad.

## Caratteristiche tecniche
È un esterno sinistro molto polivalente, utilizzabile sia da terzino sia da ala.

## Carriera

### Club
Cresciuto nel settore giovanile dell'Hoffenheim, nel 2020 viene acquistato a titolo definitivo dallo Schalke 04 che lo aggrega alla propria formazione Under-19; il 5 marzo 2021 debutta in prima squadra in occasione dell'incontro di Bundesliga pareggiato 0-0 contro il Magonza.

### Nazionale
Ha giocato sia nelle nazionali giovanili turche che in quelle tedesche.

## Statistiche
Statistiche aggiornate al 9 agosto 2024.

### Presenze e reti nei club
| Stagione                 | Squadra                  | Campionato               | Campionato | Campionato | Coppe nazionali | Coppe nazionali | Coppe nazionali | Coppe continentali | Coppe continentali | Coppe continentali | Altre coppe | Altre coppe | Altre coppe | Totale | Totale | Totale |
| Stagione                 | Squadra                  | Comp                     | Pres       | Reti       | Comp            | Pres            | Reti            | Comp               | Pres               | Reti               | Comp        | Pres        | Reti        | Pres   | Reti   |        |
| ------------------------ | ------------------------ | ------------------------ | ---------- | ---------- | --------------- | --------------- | --------------- | ------------------ | ------------------ | ------------------ | ----------- | ----------- | ----------- | ------ | ------ | ------ |
| 2020-2021                | Schalke 04 U19           | U-19BL                   | 4          | 1          | CG              | 1               | 0               |                    | -                  | -                  |             | -           | -           | 5      | 1      |        |
| Totale Schalke 04 U19    | Totale Schalke 04 U19    | Totale Schalke 04 U19    | 4          | 1          |                 | 1               | 0               |                    |                    |                    |             |             |             | 5      | 1      |        |
| 2021-2022                | Schalke 04 II            | RLW                      | 11         | 1          |                 | -               | -               |                    | -                  | -                  |             | -           | -           | 11     | 1      |        |
| 2022-2023                | Schalke 04 II            | RLW                      | 11         | 1          |                 | -               | -               |                    | -                  | -                  |             | -           | -           | 11     | 1      |        |
| Totale Schalke 04 II     | Totale Schalke 04 II     | Totale Schalke 04 II     | 22         | 2          |                 |                 |                 |                    |                    |                    |             |             |             | 22     | 2      |        |
| 2020-2021                | Schalke 04               | BL                       | 4          | 0          |                 | -               | -               |                    | -                  | -                  |             | -           | -           | 4      | 0      |        |
| 2021-2022                | Schalke 04               | 2L                       | 10         | 0          | CG              | 1               | 0               |                    | -                  | -                  |             | -           | -           | 11     | 0      |        |
| 2022-2023                | Schalke 04               | BL                       | 3          | 0          | CG              | 0               | 0               |                    | -                  | -                  |             | -           | -           | 3      | 0      |        |
| Totale Schalke 04        | Totale Schalke 04        | Totale Schalke 04        | 17         | 0          |                 | 1               | 0               |                    |                    |                    |             |             |             | 18     | 0      |        |
| 2022-2023                | Sandhausen               | 2L                       | 8          | 0          | CG              | 1               | 0               |                    | -                  | -                  |             | -           | -           | 9      | 0      |        |
| Totale Sandhausen        | Totale Sandhausen        | Totale Sandhausen        | 8          | 0          |                 | 1               | 0               |                    |                    |                    |             |             |             | 9      | 0      |        |
| 2023-2024                | Greuther Fürth II        | RLB                      | 8          | 1          |                 | -               | -               |                    | -                  | -                  |             | -           | -           | 8      | 1      |        |
| 2023-2024                | Greuther Fürth           | 2L                       | 11         | 0          | CG              | 0               | 0               |                    | -                  | -                  |             | -           | -           | 11     | 0      |        |
| Totale Greuther Fürth    | Totale Greuther Fürth    | Totale Greuther Fürth    | 11         | 0          |                 | 0               | 0               |                    |                    |                    |             |             |             | 11     | 0      |        |
| 2024-2025                | Greuther Fürth II        | RLB                      | 1          | 0          |                 | -               | -               |                    | -                  | -                  |             | -           | -           | 1      | 0      |        |
| Totale Greuther Fürth II | Totale Greuther Fürth II | Totale Greuther Fürth II | 9          | 1          |                 |                 |                 |                    |                    |                    |             |             |             | 9      | 1      |        |
| Totale carriera          | Totale carriera          | Totale carriera          | 71         | 3          |                 | 3               | 0               |                    | -                  | -                  |             | -           | -           | 74     | 3      |        |

## Palmarès

### Club

#### Competizioni nazionali
- Campionato tedesco di seconda divisione: 1

Schalke 04: 2021-2022